# Roxanne Hart
Roxanne Hart (Trenton, 25 luglio 1952) è un'attrice statunitense.
Maggiormente nota per aver interpretato Brenda Wyatt nel film Highlander e l'infermiera Camille Shutt nella serie della CBS Chicago Hope (1994–1998). Hart ha anche ricevuto delle nomination al Tony e al Drama Desk Awards per il suo lavoro sulle scene.

## Biografia
Roxanne Hart è nata a Trenton nel New Jersey, figlia di Joan Irene (nata McKee) and Edward J. Hart, Jr. Suo padre era un insegnante, in seguito preside, presso la scuola superiore Horace Greeley a Chappaqua (New York). Hart si è diplomata alla Greely nel 1969. Nel 1972 sposò Leonard Taylor, il matrimonio durò fino al 1980 quando divorziarono. L'attrice sposò quindi l'attore Philip Casnoff nel 1984, con cui ha avuto due figli Alexander Casnoff (nato nel 1988) e Macklin McKee Casnoff (nato nel 1992).

## Carriera
Hart apparve in vari spettacoli teatrali a Broadway negli anni '80. Inclusa la produzione americana Passion del drammaturgo inglese Peter Nichols, per cui ha ricevuto una nomination, nel 1983 al premio Tony Award per la migliore attrice non protagonista in una commedia. Ha recitato in ruoli secondari in vari film incluso Il verdetto (1982), Oh God! You Devil! (1984) prima di ottenere un ruolo al fianco di Christopher Lambert in Highlander nel 1986. Ha anche recitato in ruoli da protagonista e di supporto in Pulse - Scossa mortale (1988), Ancora una volta (1990) e Moonlight Mile - Voglia di ricominciare (2002). Hart ha anche recitato in una serie di film per la televisione. Dal 1994 al 1998 ha interpretato l'infermiera Camille Shutt nella serie della CBS Chicago Hope. Ha avuto ruoli ricorrenti nella sitcom della HBO degli anni '90 Dream On, nella serie della NBC's Medium (2006-2010) e nella commedia della HBO Hung Ragazzo Squillo (2010-2011). È anche apparsa come guest star in ER, Law & Order, Criminal Minds, Dr. House - Medical Division,Oz, Grey's Anatomy, The Closer e CSI: Scena del crimine. Nel 2016, Hart è comparsa in un ruolo ricorrente nella serie della ABC Le regole del delitto perfetto''.

## Filmografia parziale

### Cinema
- Il verdetto (1982)
- Oh God! You Devil! (1984)
- Old Enough (1984)
- Anni pericolosi (1985)
- Highlander - L'ultimo immortale, regia di Russell Mulcahy (1986)
- Pulse - Scossa mortale (1988)
- Ancora una volta (1991)
- Lettere da Iwo Jima, regia di Clint Eastwood (2006)
- Licenza di matrimonio (2007)
- Salomé (2013)
- A Reason (2014)

### Televisione
- Walker Texas Ranger (Walker, Texas Ranger) – serie TV, episodio 7x20
- Oz – serie TV, 3 episodi (2003)
- Grey's Anatomy – serie TV, episodio 3x02 (2006)
- Will Trent – serie TV, episodio 1x10 (2023)

## Doppiatrici italiane
Nelle versioni in italiano delle opere in cui ha recitato, Roxanne Hart è stata doppiata da:
- Antonella Giannini in Cold Case - Delitti irrisolti, Hung - Ragazzo Squillo
- Mirta Pepe in CSI - Scena del crimine, Le regole del delitto perfetto
- Maria Teresa Martino ne Il verdetto
- Emanuela Rossi in Highlander, l'ultimo immortale
- Anita Bartolucci in E.R. - Medici in prima linea
- Fabrizia Castagnoli in Law & Order: i due volti della giustizia (ep. 11x23)
- Daniela Calò in Oz
- Aurora Cancian in Licenza di matrimonio
- Alessandra Korompay in Grey's Anatomy
- Serena Verdirosi in Ghost Whisperer - Presenze
- Lorenza Biella in Criminal Minds
- Isabella Pasanisi in The Closer
- Franca D'Amato in Code Black
- Alessandra Korompay in Manhunt
- Mariadele Cinquegrani in Will Trent